# Hlavní žlučovod
Hlavní žlučovod, latinsky ductus choledochus , je trubicovitý orgán, který spojuje společný jaterní vývod, ductus hepaticus communis, a vývod žlučníku, ductus cysticus, s dvanáctníkem a tvoří tedy poslední část žlučových cest.
Hlavní žlučovod člověka je 2-9 cm dlouhý. a jeho lumen má průměr 9-11 mm. Vzniká spojením jaterního vývodu a vývodu žlučovodu asi 4 cm pod jaterní bránou a dále pokračuje v lig.hepatoduodenale v malé oponě před vrátnicovou žílou a napravo od jaterní tepny, jako pars supraduodenalis. Pak se stáčí dozadu za pars superior dvanáctníku jako pars retroduodenalis, vkládá se do žlábku hlavy pankreatu jako pars pancreatica a zanořuje se do stěny pars descendens dvanáctníku jako pars intramuralis. Ve stěně dvanáctníku probíhá šikmo a zvedá tak slizniční řasu zvanou plica longitudinalis duodeni, která se nachází na zadní straně pars descendens mediánně. Konečný úsek hlavního žlučovodu je obklopena snopci hladkého svalstva, které tvoří Oddiho svěrač. Do dvanáctníku žlučovod ústí na Vaterově papile (papilla duodeni major), výběžku sliznice asi v polovině plica longitudinalis, šíře ústí je 1-6 mm.
Uvnitř Vaterovy papily je obvykle vytvořena dutina, ampulla hepatopancreatica, kde se hlavní žlučovod spojuje s hlavním vývodem slinivky břišní. Asi u 20 % lidí jsou oba vývody v ampule odděleny vazivovým septem. U dalších 10-15 % lidí ústí hlavní žlučovod a vývod slinivky břišní do dvanáctníku zcela odděleně.

## Hlavní žlučovod u zvířat

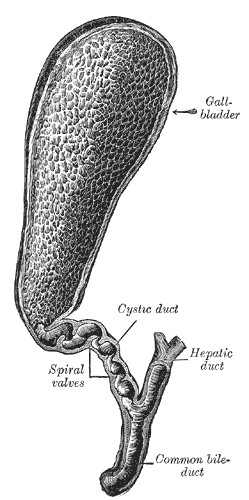
žlučník s hlavním žlučovodem

Hlavní žlučovod je vytvořen u všech savců, kteří mají žlučový měchýř. U ovce a kozy se hlavní žlučovod ještě před svým vyústěním do dvanáctníku spojuje s hlavním vývodem slinivky v ductus pancreaticocholedocus, který pak ústí na Vaterově papille. U prasete ústí na Vaterově papile pouze hlavní žlučovod, vývod slinivky břišní je samostatný.
U koně, který žlučový měchýř nemá, se hlavní žlučovod nepopisuje, na Vaterově papile společně s hlavním pankreatickým vývodem ústí přímo společný jaterní vývod.

## Galerie

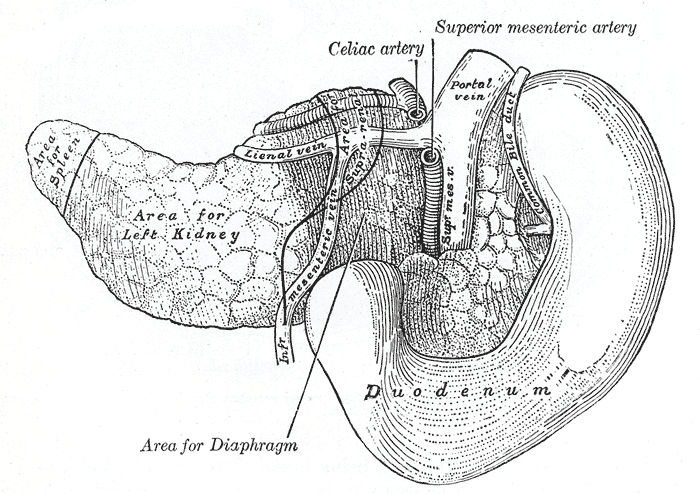
Průběh hlavního žlučovodu za duodenem jako pars retroduodenalis
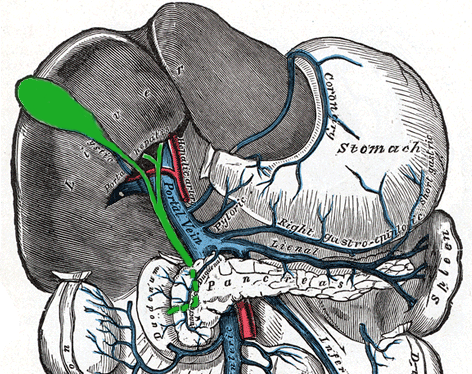
Průběh žlučových cest (zeleně) v souvislosti s vrátnicovou žílou (modře) a jaterní tepnou (červeně) a okolními orgány
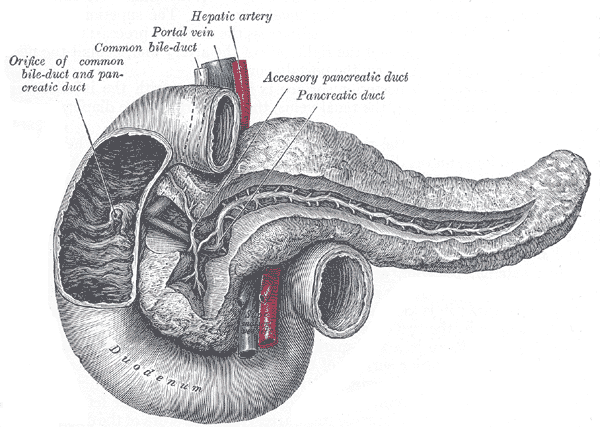
Průběh hlavního žlučovodu a vývodů slinivky břišní
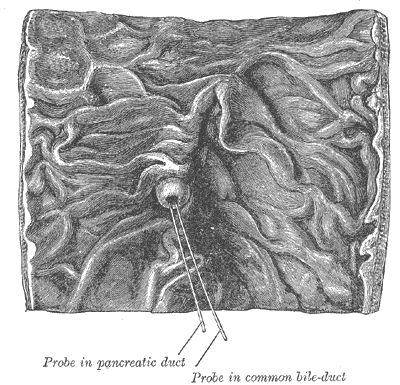
Kresba Vaterovy papily ve dvanáctníku a zasondovaná ústí hlavního žlučovodu a hlavního vývodu slinivky břišní
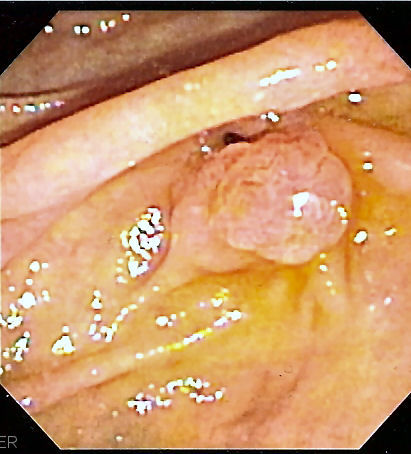
Vaterova papila viděna při gastroduodenoskopii